# Lalandusse
Lalandusse ist eine französische Gemeinde mit 221 Einwohnern (Stand 1. Januar 2022) im Département Lot-et-Garonne in der Region Nouvelle-Aquitaine (vor 2016: Aquitanien). Sie gehört zum Arrondissement Villeneuve-sur-Lot und zum Kanton Le Val du Dropt.
Um die Herkunft des Namens der Gemeinde ranken sich mehrere Theorien. Neben dem französischen Wort lande (deutsch Heide) könnte es sich vom lateinischen mons latus ableiten, das einen lang gestreckten Berg oder eine geräumige Burg bedeuten kann.
Die Einwohner werden Lalandusseois und Lalandusseois genannt.

## Geographie
Lalandusse liegt circa 30 Kilometer nordwestlich von Villeneuve-sur-Lot in der historischen Provinz Agenais an der nördlichen Grenze zum benachbarten Département Dordogne.
Umgeben wird Lalandusse von den fünf Nachbargemeinden:
| Saint-Aubin-de-Cadelech (Dordogne) | Plaisance (Dordogne)                        |         |
| Lauzun                             | Kompassrose, die auf Nachbargemeinden zeigt | Cahuzac |
|                                    | Douzains                                    |         |

Lalandusse liegt im Einzugsgebiet des Flusses Garonne.
Der Dropt, ein Nebenfluss der Garonne, bildet die natürliche Grenze zu den nördlichen Nachbargemeinden Saint-Aubin-de-Cadelech und Plaisance.
Der Ruisseau de Lacalège, ein Nebenfluss des Dropt, und der Douanel, ein Nebenfluss der Douyne, durchqueren das Gebiet der Gemeinde.

## Geschichte
Der Fund von Stücken von Amphoren aus der Zeit der Römischen Republik weisen auf eine Besiedelung des Gebiets bereits im zweiten Jahrhundert v. Chr. hin. Die Pfarrgemeinde wurde ab 1266 in den Aufzeichnungen erwähnt. Bis zur Französischen Revolution gehörte Lalandusse zum Baronat von Cahuzac und die Pfarrgemeinde gehörte zum Bistum Sarlat. 1790 fusionierte die Gemeinde mit den damaligen Nachbargemeinden Douzains und Saint-Grégoire, das heute ein Weiler von Douzains ist. Fünf Jahre später wurde Lalandusse wieder unabhängig, behielt aber das Gebiet der ehemaligen Pfarrgemeinde Gassac und des Teils von Cadelech südlich des Dropt.

## Einwohnerentwicklung
Nach Beginn der Aufzeichnungen stieg die Einwohnerzahl in der ersten Hälfte des 19. Jahrhunderts auf einen Höchststand von rund 655. In der Folgezeit sank die Größe der Gemeinde bei kurzen Erholungsphasen bis zu den 1970er Jahren auf 155 Einwohner, bevor eine Phase mit moderatem Wachstum einsetzte, die bis heute anhält.
| Jahr      | 1962 | 1968 | 1975 | 1982 | 1990 | 1999 | 2006 | 2011 | 2022 |
| --------- | ---- | ---- | ---- | ---- | ---- | ---- | ---- | ---- | ---- |
| Einwohner | 206  | 181  | 155  | 163  | 163  | 184  | 186  | 205  | 221  |

## Sehenswürdigkeiten

### PfarrkircheNotre-Dame
Sie wurde im 19. Jahrhundert im neugotischen Stil erbaut.

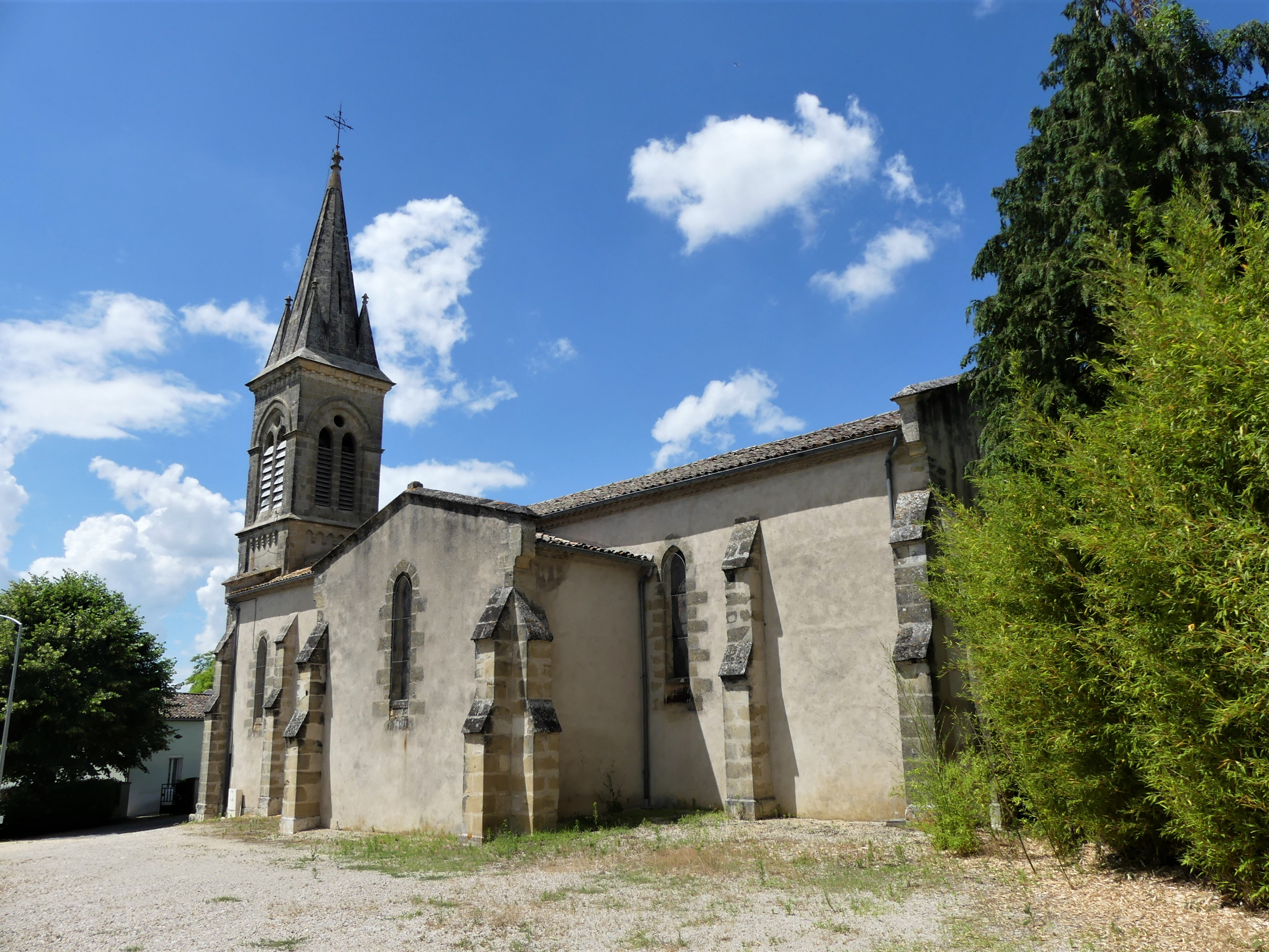
Kirche Notre-Dame
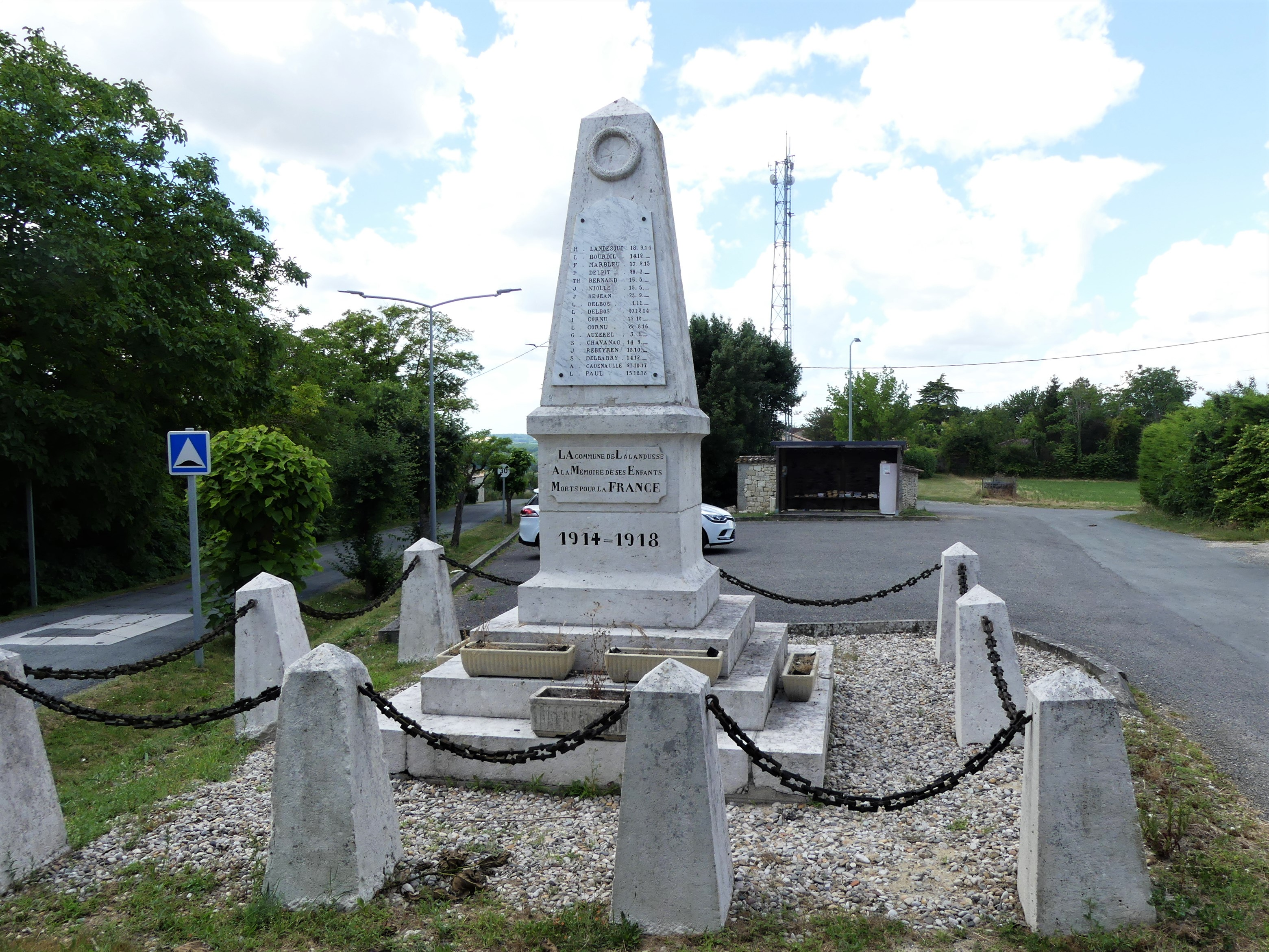
Gefallenendenkmal

## Wirtschaft und Infrastruktur
Die Landwirtschaft mit den Schwerpunkten Viehzucht und Anbau von Getreide und Obst und der Tourismus sind wichtige Wirtschaftsfaktoren der Gemeinde.

### Verkehr
Lalandusse ist erreichbar über die Route départementale 1, die die Gemeinde durchquert.